# オオトリゲモ
オオトリゲモ(Najas oguraensis)は、トチカガミ科イバラモ属に属する水草。種小名の oguraensis は、日本の巨椋池に由来する。

## 分布
日本、中国に産する。日本では、北海道を除く各地の湖沼やため池で見られる。

## 生態
沈水性の一年草。盛んに分枝し、茎の長さは最大1mにもなる。線形の葉は対生または3輪生し、葉の縁には多数の鋸歯を持つ。葉の長さは3-3.5cmで、外側に反り返ることが多い。花期は7-10月で、葉腋に花をつけ、長さ約3mmの種子を形成する。雌雄同株。

## 類似種
トリゲモと非常に似ている。葉の長さは変異が大きいため、外観や植物体の大きさではほとんど見分けがつかない。種子表面の格子状の模様で区別することもあるが、トリゲモとオオトリゲモの種子表面は非常に酷似するため、この点で同定を行うのは困難である。この2種を確実に同定するためには、雄花の葯室の数を見る必要がある。葯室の数が1室ならトリゲモ、4室ならオオトリゲモである。